# Rodeo (álbum de Travis Scott)
Rodeo é o primeiro álbum de estúdio do rapper e produtor musical americano Travis Scott . O álbum foi lançado em 4 de setembro de 2015, pela Grand Hustle Records e distribuído pela Epic Records . O álbum conta com participações especiais de Quavo, Future, 2 Chainz, Juicy J, Kacy Hill, The Weeknd, Swae Lee, Chief Keef, Kanye West, Justin Bieber, Young Thug, Toro y Moi e Schoolboy Q, enquanto a produção foi fornecida por O próprio Scott, ao lado de vários produtores musicais de alto nível, como WondaGurl, Allen Ritter, Mike Dean, Metro Boomin, Frank Dukes e Sonny Digital, entre outros.

## Plano de fundo
Travis Scott anunciou a data de lançamento de Rodeo através da mídia social em 17 de julho de 2015. No CR Fashion Book, Scott afirmou que sua vida era como um rodeio e ele sente como se estivesse tentando permanecer em um animal: 
É como um show da Beyoncé. O carnaval, a pecuária e o show fazem parte do evento. Eu sinto que é assim que minha vida é. O carnaval é como a minha imaginação – é o impulso por trás da minha visão. Mesmo que eu não sinta que estou em um ponto em que minha merda esteja no auge, estamos trabalhando para chegar lá. Estamos trabalhando para chegar ao nível em que sua revista está e permanecer nesse nível. A feira de pecuária é o caminho para chegar onde quero chegar. Neste ponto, estou montando um touro por apenas oito segundos e é difícil pra caralho. Mas conseguimos.
| Críticas profissionais | Críticas profissionais |
| Pontuações agregadas   | Pontuações agregadas   |
| Fonte                  | Avaliação              |
| ---------------------- | ---------------------- |
| AnyDecentMusic?        | 5.5/10                 |
| Metacritic             | 64/100                 |
| Avaliações da crítica  |                        |
| Fonte                  | Avaliação              |

### Listas de fim de ano
| Publicação       | Lista                   | Classificação | Ref.  |
| ---------------- | ----------------------- | ------------- | ----- |
| Clash            | Álbuns do Ano 2015      | 24            | [ 6 ] |
| Complex          | Melhores álbuns de 2015 | 36            | [ 7 ] |
| Pigeons & Planes | Melhores álbuns de 2015 | 23            | [ 8 ] |

## Desempenho comercial
Rodeo estreou na terceira posição na Billboard 200 dos EUA, movimentando 85 mil unidades equivalentes a álbuns, das quais 70 mil são puras vendas de álbuns. Em novembro de 2015, Rodeo vendeu 110.000 cópias nos Estados Unidos. Em maio de 2017, o álbum foi certificado como platina pela Recording Industry Association of America (RIAA) pelas vendas combinadas e unidades equivalentes ao álbum de mais de um milhão de unidades nos Estados Unidos

## Lista de faixas
| N.º            | Título               | Producer(s)                                                        | Duração |  |
| 1.             | "Pornography"        | Travis Scott Metro Boomin Mike Dean Sonny Digital                  |         |  |
| 2.             | "Oh My Dis Side"     | Travis Scott Frank Dukes Ritter Dean [a]                           |         |  |
| 3.             | "3500"               | Travis Scott Metro Boomin Dean Mano Ritter [a] Zaytoven [a]        |         |  |
| 4.             | "Wasted"             | Travis Scott Metro Boomin Frank Dukes [a] Dean [a]                 |         |  |
| 5.             | "90210"              | Travis Scott Dean Ritter DJ Dahi WondaGurl [a]                     |         |  |
| 6.             | "Pray 4 Love"        | Travis Scott the Weeknd Illangelo Ben Billions Dean Ritter [a]     |         |  |
| 7.             | "Nightcrawler"       | Travis Scott Southside TM88 Metro Boomin Dean Ritter [a]           |         |  |
| 8.             | "Piss on Your Grave" | West Charlie Heat Travis Scott [b] King [b] Dean [b] Goldstein [b] |         |  |
| 9.             | "Antidote"           | Travis Scott WondaGurl Eestbound                                   |         |  |
| 10.            | "Impossible"         | Travis Scott Dean Ritter                                           |         |  |
| 11.            | "Maria I'm Drunk"    | Travis Scott Ritter Frank Dukes Maneesh Dean [a]                   |         |  |
| 12.            | "Flying High"        | P. Williams Travis Scott [a] Dean [a] Ritter [a]                   |         |  |
| 13.            | "I Can Tell"         | Travis Scott Dean Ritter FKi                                       |         |  |
| 14.            | "Apple Pie"          | Travis Scott Dean Martin [b] 1500 or Nothin' [b]                   |         |  |
| Duração total: | Duração total:       | Duração total:                                                     | 65:26   |  |

| N.º            | Título           | Producer(s)                        | Duração |  |
| 15.            | "Ok Alright"     | Metro Boomin Dean Sonny Digital    |         |  |
| 16.            | "Never Catch Me" | Sonny Digital Ritter WondaGurl [a] |         |  |
| Duração total: | Duração total:   | Duração total:                     | 75:19   |  |

Notas
- ↑[a] significa um produtor adicional ↑[b] significa um coprodutor  Todas as faixas são estilizadas em letras minúsculas nas contracapas físicas. Por exemplo, "Oh My Dis Side" é estilizado como "oh my dis side".  "Pornography", "Wasted" e "Apple Pie" apresentam narrações de T.I.  "Oh My Dis Side" apresenta vocais adicionais de River Tiber  "90210" apresenta vocais de fundo de Chantel Jeffries  "Flying High" conta com vocais de fundo de Pharrell Williams  "Ok Alright" apresenta vocais adicionais de SZA e Kacy Hill  "Never Catch Me" apresenta vocais adicionais de Tinashe

Créditos de amostra
- ↑[c]  "Pornography" contains a sample from "Expectation", written by Torsten Olafsson, Finn Olafsson, Peter Mellin, and Glen Fisher, as performed by Ache.
- ↑[d]  "Wasted" contains a sample from "Havin' Thangs '06", written by Michael Barnett, Will Barnett, Chad Butler, and George Clinton, Jr., as performed by Pimp C (featuring Big Mike); and a sample from "Let Your Life Be Free", written by T. Noporat, as performed by T. Zchien and the Johnny.
- ↑[e]  "Antidote" contains a sample from "All I Need", written by Thomas Brenneck, David Guy, Leon Michels, Nicholas Movshon, and Homer Steinweiss, as performed by Lee Fields and the Expressions.
- ↑[f]  "Flying High" contains a portion of "Slide", written by Mark Adams, Carter Bradley, Tim Dozier, Mark Hicks, Tom Lockett, Jr., Floyd Miller, Danny Webster, and Orion Wilhoite, as performed by Slave.

## Pessoal
Créditos adaptados do encarte do álbum.
| Músicos - Travis Scott – vocais - Quavo – vocais (faixa 2) - 2 Chainz – vocais (faixa 3) - Future – vocais (faixa 3) - Juicy J – vocais (faixa 4) - The Weeknd – vocais (faixa 6) - Swae Lee – vocais (faixa 7) - Chief Keef – vocais (faixa 7) - Kanye West – vocais (faixa 8) - Justin Bieber – vocais (faixa 11) - Young Thug – vocais (faixa 11) - Toro y Moi – vocais (faixa 12) - TI – narrador - Mike Dean – guitarra, teclado - Darren King – baixo, bateria, guitarra - Larrance Dopson – teclados - Jordan Lewis – guitarra - Terrace Martin – teclados - Allen Ritter – teclados - Zaytoven – teclados Pessoal adicional - Kevin Amato – fotografia - Chiki Uno – cenografia, direção de arte - Corey Damon Black – direção de arte, design - Chris Feldmann – direção de arte - Dan Chung – design - Anita Marisa Boriboon – direção criativa - Marc Kalman – direção criativa | Pessoal técnico - Travis Scott – produção executiva, produção - Mike Dean – produção executiva, produção, produção adicional, assistente, programação de bateria, engenharia, mixagem, masterização - Jason Geter – produção executiva - Allen Ritter – produção, produção adicional - Metro Boomin – produção (faixas 1, 3, 4, 7, 15) - Frank Dukes – produção (faixas 2, 11), produção adicional (faixa 4) - WondaGurl – produção (faixa 9), produção adicional (faixas 5, 16), programação - Noah Goldstein – coprodução (faixa 8), engenharia, mixagem, assistente - The Weeknd – produção (faixa 6) - Illangelo – produção (faixa 6), engenharia vocal - Ben Billions – produção (faixa 6) - Darren King – coprodução (faixa 8) - Kanye West – produção (faixa 8) - Charlie Heat – produção (faixa 8) - Eestbound – produção (faixa 9), programação - Pharrell Williams – produção (faixa 12) - Terrace Martin – coprodução (faixa 14) - 1500 or Nothin' – coprodução (faixa 14) - Zaytoven – produção adicional (faixa 3) - FKi – produção (faixa 13) - Maneesh Bidaye – produção (faixa 11) - Apex Martin – programação adicional de bateria (faixa 5) - Jimmy Cash – engenharia - Thomas Cullison – engenharia - Blake Harden – engenharia - Stuart Innis – engenharia, assistência de mixagem - Jordan Lewis – engenharia - Ari Raskin – engenharia - Alex Tumay – engenharia - Finis White – engenharia - Seth Firkins – engenharia vocal - Kez Khou – assistência na mixagem - Albert Chee – assistência |

## Gráficos
| Chart (2015)                            | Peak position |
| --------------------------------------- | ------------- |
| Austrália (ARIA)                        | 30            |
| Áustria (Ö3 Austria Top 40)             | 53            |
| Bélgica (Ultratop Flandres)             | 50            |
| Bélgica (Ultratop Valônia)              | 52            |
| Canadá (Billboard)                      | 5             |
| Dinamarca (Hitlisten)                   | 23            |
| Países Baixos (Dutch Charts)            | 33            |
| França (SNEP)                           | 54            |
| Alemanha (Offizielle Deutsche Charts)   | 60            |
| Nova Zelândia (RMNZ)                    | 22            |
| Suíça (Schweizer Hitparade)             | 14            |
| Reino Unido (Official Albums Chart)     | 22            |
| Reino Unido (UK R&B Albums Chart)       | 4             |
| Estados Unidos (Billboard 200)          | 3             |
| Estados Unidos (Top R&B/Hip Hop Albums) | 2             |

| Chart (2023) | Peak position |
| 46           |               |
| ------------ | ------------- |